# Endless Arrow
«Endless Arrow» (с англ. — «Бесконечная стрела») — сингл американской металкор-группы Converge. Песня продолжительностью более 30 минут была выпущена в цифровом формате 19 марта 2020 года в качестве платного скачивания.

## О песне
«Endless Arrow» — это расширенный эмбиент/экспериментальный ремикс на песню «Aimless Arrow», открывающая песня студийного альбома Converge 2012 года All We Love We Leave Behind. Оригинальная композиция длилась чуть меньше трёх минут и был написан всеми участниками Converge, но «Endless Arrow» была полностью ремикширована и создана гитаристом Куртом Баллу в его собственной студии God City. Группа заявила, что они создали и выпустили эту композицию «чтобы развлечь людей» во время первых карантинных мер в Соединённых Штатах из-за пандемии COVID-19.

## Отзывы критиков
Музыкальные журналисты в целом отметили резкий отход песни от типичного музыкального стиля Converge и её продолжительность. Джон Хадусек из Consequence of Sound описал «Endless Arrow» как «получасовой экспериментальный нойз и мрачную, тягучую атмосферу. Это отдалённое эхо аранжировки оригинальной песни». Том Брейхан из Stereogum сказал: «Оригинальная композиция длилась две минуты 39 секунд. И теперь Курт Баллу, который также, стоит отметить, является, вероятно, самым востребованным продюсером во всей тяжёлой музыке, взял этот короткий трек и превратил его в одиссею эмбиентного дума». Эксл Розенберг из MetalSucks сказал: «Если вы будете слушать очень, очень внимательно, вы всё ещё можете услышать там оригинальный трек. Но да, они не шутят, когда описывают „Endless Arrow“ как „эмбиентно-экспериментальный“. По сравнению с этим дерьмом Bloody Panda звучит как DragonForce».

## Список композиций
1. «Endless Arrow» — 31:18